# Bill Woodrow

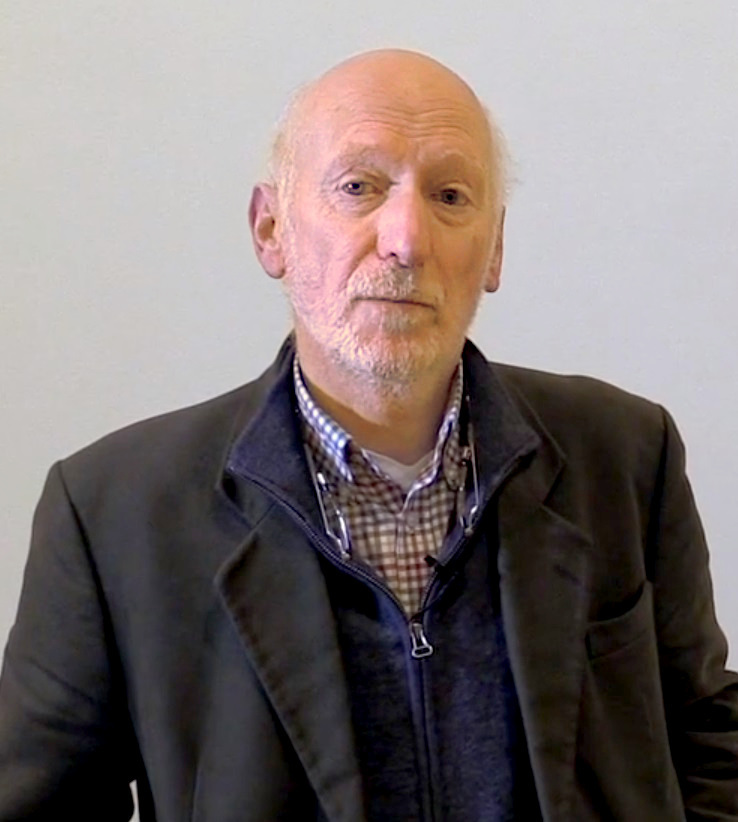
Woodrow im Jahr 2013

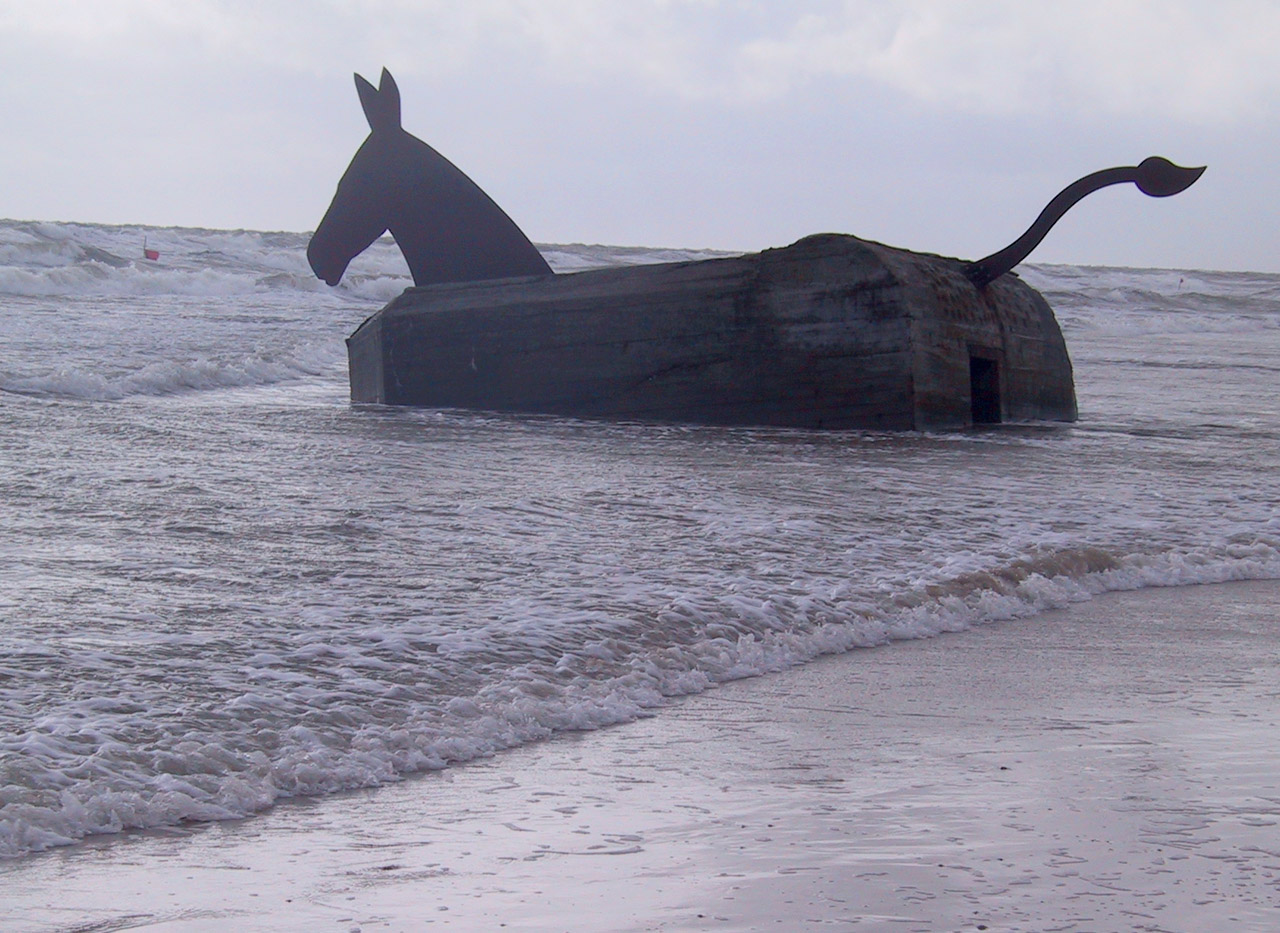
Riding into the sea (1995), Blåvand.

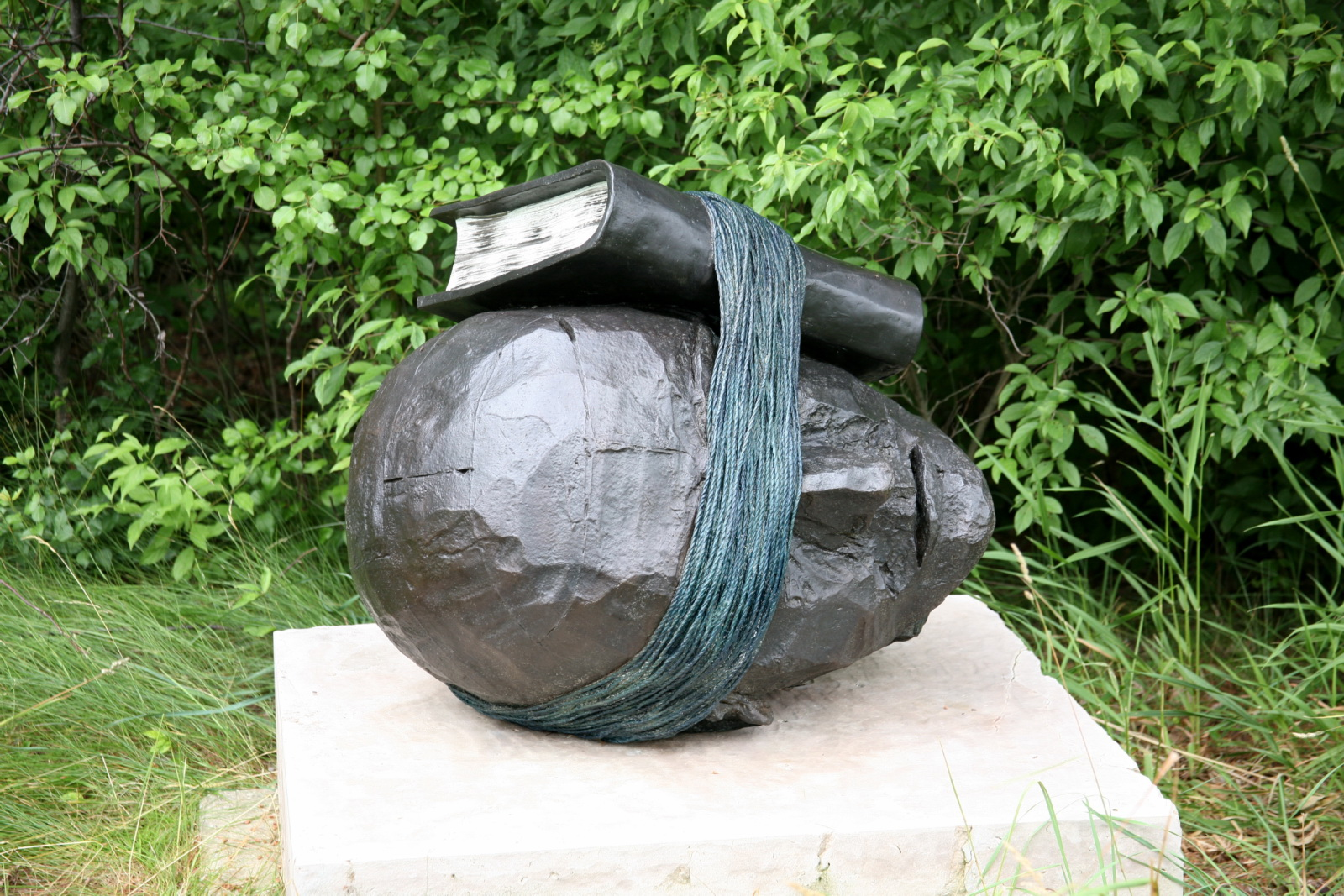
Listening to History (1995)

Bill Woodrow (* 1. November 1948 bei Henley, Oxfordshire) ist ein britischer Bildhauer und Zeichner.

## Leben
Von 1967 bis 1972 studierte Bill Woodrow an der Winchester School of Art (1967–1968), St Martin’s School of Art, London (1968–1971) und an der Chelsea School of Art, London (1971–1972).
Seit 1970 nimmt er an verschiedenen Gruppenausstellungen weltweit, darunter in London, Kuala Lumpur, Teheran, Toulouse, Wolfsburg, Seoul, Valencia, Paris, Berlin, Rio de Janeiro, Chicago, San Francisco, Washington, New York und Kassel (documenta 8), Düsseldorf, Leeds und zuletzt in der Kunsthalle Wien teil. 1972 Erste Einzelausstellung in der Whitechapel Art Gallery, London; 1978 zweite Ausstellung im Künstlerhaus Hamburg. Dann folgten weitere Einzelausstellungen in Galerien und Museen weltweit, darunter in der Kunsthalle Basel (1985), im Seattle Art Museum (1988), in den Musées des Beaux-arts in Calais und Le Havre (1989), im Kunstverein München (1987), im Institut Mathildenhöhe, Darmstadt (1996) und in der Tate Gallery, London (1988 und 2000).
Von 1982 bis 1991 vertrat er als Künstler Großbritannien auf den Biennalen von Sydney (1982), Paris (1982 und 1985) und Sâo Paulo (1983 und 1991).
1986 war er Finalist im Wettbewerb für den britischen Turner-Preis; 1988 gewann er den Anne Gerber Awards des Seattle Museum of Arts. 2000/2001 wurde er zu einem Vorschlag für den vierten, damals noch leeren Sockel des Trafalgar Square, London (Regardless of History) eingeladen (nicht ausgeführt).
Von 1996 bis 2001 war er Trustee der Tate Galleries; seit 2002 ist er Mitglied der Royal Academy of Arts, London; seit 2003 ist er Trustee des Imperial War Museums, London; seit 2003 Mitglied des Court of Governors der University of the Arts, London.
Bill Woodrow lebt und arbeitet in London.